# Museo ebraico (Merano)
Il Museo ebraico di Merano (in tedesco Jüdisches Museum Meran) è un museo situato nella provincia autonoma di Bolzano.
Il museo è situato in via Schiller, nel sotterraneo dell'edificio eretto su progetto della ditta di costruzione Musch & Lun che ospita anche la sinagoga di Merano.
Il museo illustra la storia della piccola comunità ebraica di Merano che ebbe il suo momento di massimo splendore quando la cittadina divenne rinomata come luogo di cura per la tubercolosi durante l'Impero austro-ungarico, molti medici che lavoravano nei sanatori e case di cura erano ebrei. La sinagoga venne inaugurata, su iniziativa della locale Fondazione Königswarter, nel 1901, fino a quell'anno la comunità faceva riferimento a quella austriaca di Hohenems. La comunità all'inizio del XX secolo contava circa 600/700 persone e fu retta dal rabbino Aron Tänzer, ma venne decimata dalle deportazioni durante la seconda guerra mondiale.
Il museo, inaugurato nel 1998, è stato realizzato su impulso di Federico Steinhaus, storico e autore di numerose pubblicazioni sulla storia degli ebrei che è stato per molti anni presidente della Comunità ebraica di Merano.
L'esposizione si articola in tre sale, oltre a documenti e fotografie vi sono esposti oggetti personali come tefillin e piccoli rotoli della Tōrāh. Ampio spazio viene dato alla documentazione del periodo delle persecuzioni e della deportazione. Dopo la guerra Merano divenne luogo di transito per i reduci dalla Shoah che venivano ospitati in sanatori in attesa di trasporto verso la Palestina.